# Walerian z Calahorra
Walerian z Calahorra – biskup Calahorra, identyfikowany przez niektórych badaczy z autorem formuły wiary opublikowanej w 1898 roku przez G. Morina. Nic więcej na jego temat nie wiadomo.